# Cyperus glaucophyllus
Cyperus glaucophyllus är en halvgräsart som beskrevs av Johann Otto Boeckeler. Cyperus glaucophyllus ingår i släktet papyrusar, och familjen halvgräs. IUCN kategoriserar arten globalt som livskraftig. Inga underarter finns listade i Catalogue of Life.